# Боєць (фільм, 2010)
«Боєць» (англ. The Fighter) — художній фільм, заснований на реальних подіях історії двох братів-боксерів — діючого та колишнього — що подолали глибокі особисті драми, згуртувавшись навколо мети завоювання світового чемпіонського титулу. Прем'єра в США відбулася 10 грудня 2010 року.

## Сюжет
Справжня історія боксера ірландського походження Мікі Ворда про його непростий шлях до звання чемпіона світу. Сходження Ворда було схоже на сходження легендарного Роккі. Брат боксера, переживши низку труднощів, став особистим тренером Ворда.

## У ролях
- Марк Волберг — Мікі Ворд
- Крістіан Бейл — Діккі Еклунд
- Емі Адамс — Шарлін Флемінг
- Мелісса Лео — Еліс Еклунд, мати обох боксерів
- Джек Макгі — Джордж Ворд, батько Мікі
- Франк Рензуллі — Саль Лонало

## Робота над фільмом
Виробництво картини йшло вкрай болісно і зйомки неодноразово відкладалися через недостатнє фінансування. Проєкт зазнав зміни режисера. Тричі не ладилося з роллю Діккі Еклунда: вже затверджені на неї Бред Пітт, а потім Метт Деймон (двічі), через деякий час виходили з проєкту. Кіностудія готова була відмовитися від зйомок, але фільм взявся продюсувати Марк Волберг, буквально відвоювавши його. З самого початку він поставився до проєкту з особливим пріоритетом, можливо через деяку схожість історії успіху Мікі Ворда з його власною, або дитячою мрією реалізуватися у спорті. Марк пів року присвятив виснажливим тренуванням і до зйомок підійшов у блискучій формі, з лишком, що відповідав його більш молодому героєві на десяток років.

## Саундтрек
- The Heavy — «How You Like Me Now?»[3]
- Keith St. John — «Sweet Dreams»
- Mariner — «Can't Hide Your Love Forever»
- Keith Mansfield — «Solid Gold»
- Michael Mulholland — «Down And Dirty»
- The Breeders — «Saints»
- Whitesnake — «Here I Go Again»
- Wang Chung — «Dance Hall Days»
- Daryl Hall і John Oates — «Sara Smile»
- Jaymee Carpenter — «Send Me Your Love»
- Antoine Duhamel — «La Maleta En El Camino»
- Sinn Sisamouth and Pan Ron — «Jasmine Girl»
- Led Zeppelin — «Good Times Bad Times»
- Til Tuesday — «Voices Carry»
- Ferdinand Jay Smith — «HBO Feature Presentation Theme»
- Red Hot Chili Peppers — «Strip My Mind»
- Traffic — «Rock 'N' Roll Stew»
- Aerosmith — «Back In The Saddle»
- Dropkick Murphys — «The Warrior's Code (Live)»
- Mariachi La Estrella — «Siesta»
- The Rolling Stones — «Can't You Hear Me Knocking»
- The Mahones — «Paint The Town Red»
- Ben Harper — «Glory & Consequence»

## Цікаві факти
- На роль Мікі Ворда спочатку пробувався Майкл Фассбендер.
- Крістіан Бейл, щоб досягти більшої достовірності в зображенні кокаїніста Діккі Еклунда сів на найжорстокішу дієту, харчуючись лише овочами й фруктами, хоча за контрактом від нього того не вимагалось. Він настільки схуд, що його партнер Марк Волберг публічно висловлював стурбованість станом його здоров'я. Втім, Крістіан робив це вже й до цього: подібної екзекуції він вже піддавав себе при роботі над Машиністом.